# Pra-Loup
Cet article possède un paronyme, voir Praloux.
Pra-Loup est une station de ski des Alpes du Sud. Elle est située sur la commune d'Uvernet-Fours (Alpes-de-Haute-Provence), à 7 km de Barcelonnette, dans la vallée de l'Ubaye.
La station Pra-Loup est née de la volonté d'investisseurs de la vallée de l'Ubaye et extérieurs à la vallée. L’investisseur et moteur principal était André Gandoulf avec les familles Célèrier, Cigrand et Sénéclauze. L’idée fut acceptée par la mairie par délibération extraordinaire. Plus tard, dans les années 1970 des personnes comme Honoré Bonnet furent embauchées en tant que conseiller et directeur de la station.

## Géographie

### Domaine skiable
Le domaine skiable forme avec La Foux d'Allos l’Espace Lumière représentant 38 remontées mécaniques et 180 km de pistes. Praloup ont mis en place plusieurs canons à neige recouvrant 48 km de pistes sur le domaine skiable. Ces 48 km de pistes représentent ainsi 60 hectares du domaine skiable de Praloup et nous permettent de skier même si l’enneigement naturel ne serait pas totalement suffisant

#### Pra-Loup
- Altitude : 1 650 m - 2 503 m
- 180 km de pistes : 48 pistes : 7 vertes, 17 bleues, 24 rouges et 3 noires
- 19 remontées mécaniques : 2 télécabines, 1 télémix, 4 télésièges dont 2 débrayables, 9 téléskis, 3 tapis roulants
- 1 snowpark, 3 boardercross, 2 jardins d'enfants, 2 pistes de luges, 1 DVA park et 4 restaurants d'altitude

#### 1 grand domaine relié à la Foux d'Allos
- Altitude : 1 800 m - 2 600 m
- 110 km de pistes : 86 pistes : 9 vertes, 34 bleues, 37 rouges et 6 noires
- 46 remontées mécaniques : 2 télécabines, 1 télémix, 12 télésièges dont 4 débrayables, 17 téléskis, 1 télécorde, 5 tapis roulants
- 2 snowparks, 3 jardins d'enfants, 3 pistes de luges, 8 restaurants d'altitude

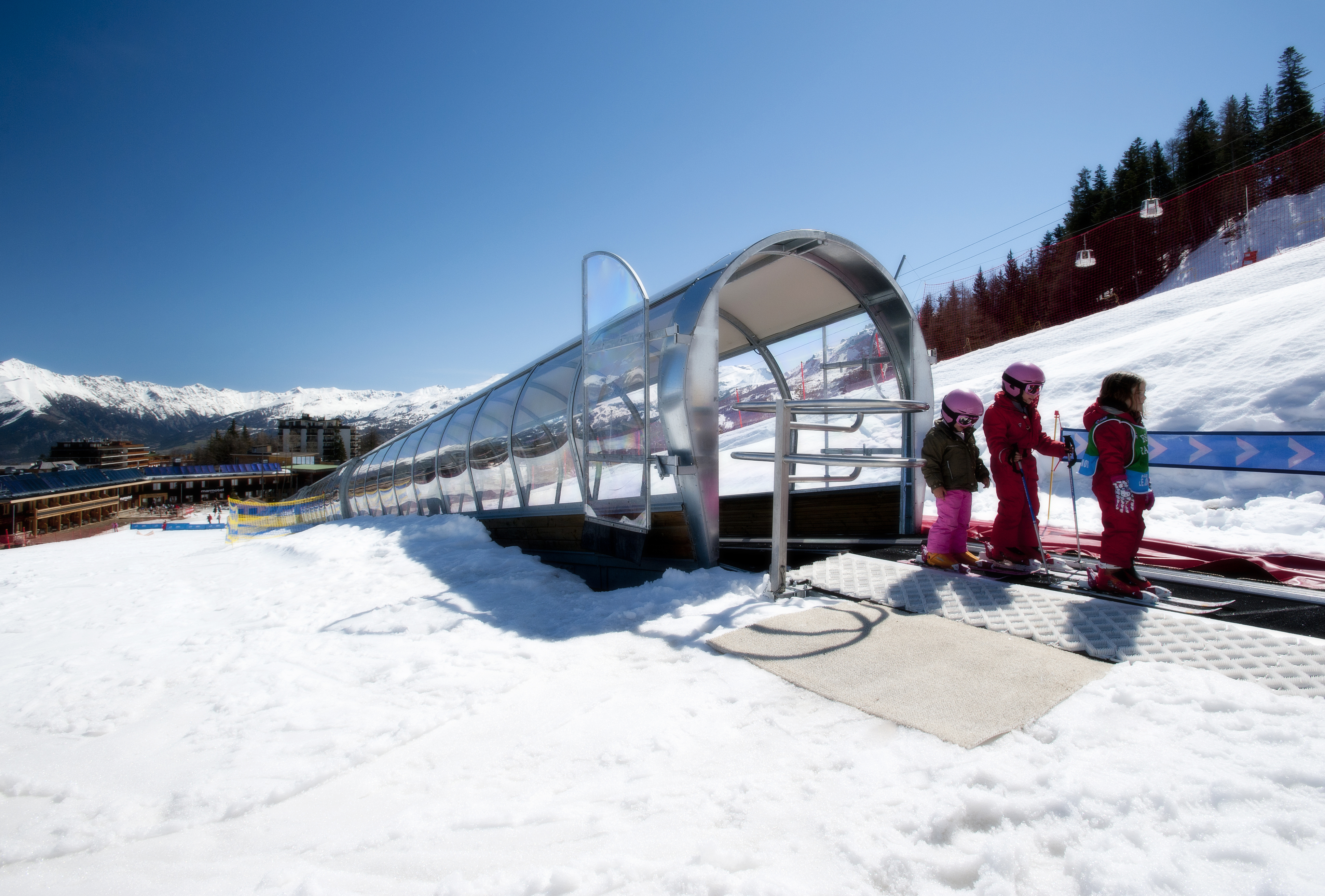
Tapis roulant Funbelt pour skieurs

### Climat
Le climat y est de type montagnard.

### Voies de communication et transports

#### Par la route
- De Paris et du Nord : via Lyon, Grenoble, Gap et Barcelonnette.
- Du Sud de la France : via Aix-en-Provence, autoroute A51 jusqu’à Tallard, direction Barcelonnette.

#### Par l'avion
- Aéroport Marseille (en hiver) puis via autoroute A51 (2h30 en voiture)
- Aéroport de Nice (été/automne) puis via routes départementales Col Bonnette Restefond ou col de la Cayolle (3h en voiture)
- En hiver via Autoroute A8, D3 Saint-Maximin, A51 Cadarache direction Tallard (3h45 en voiture)

#### Par le train
- Gare de Gap puis départementale direction Barcelonnette (1h en voiture) ou Bus direct.
- Gare d'Aix-en-Provence TGV puis autoroute A51 (2h30 en voiture)

## Toponymie
Le nom de Pra-Loup est formé de Pra, Pro et lovin, dérivée d'une forme patoise Pralovin, maisons isolées en clairière et du latin lupinus, « pré au loup », loup venant lui-même de olim le Lau, hameau. Par conséquent : Pra-Loup signifie « pré cultivé pour le foin, pâturage ». Les habitants de Pra-Loup se nomment les "fournaisiens" ou "fournaisiennes ".
Selon le couple Fénié, Pra-Loup est le pré de Loup, prénom d’un propriétaire.

## Histoire

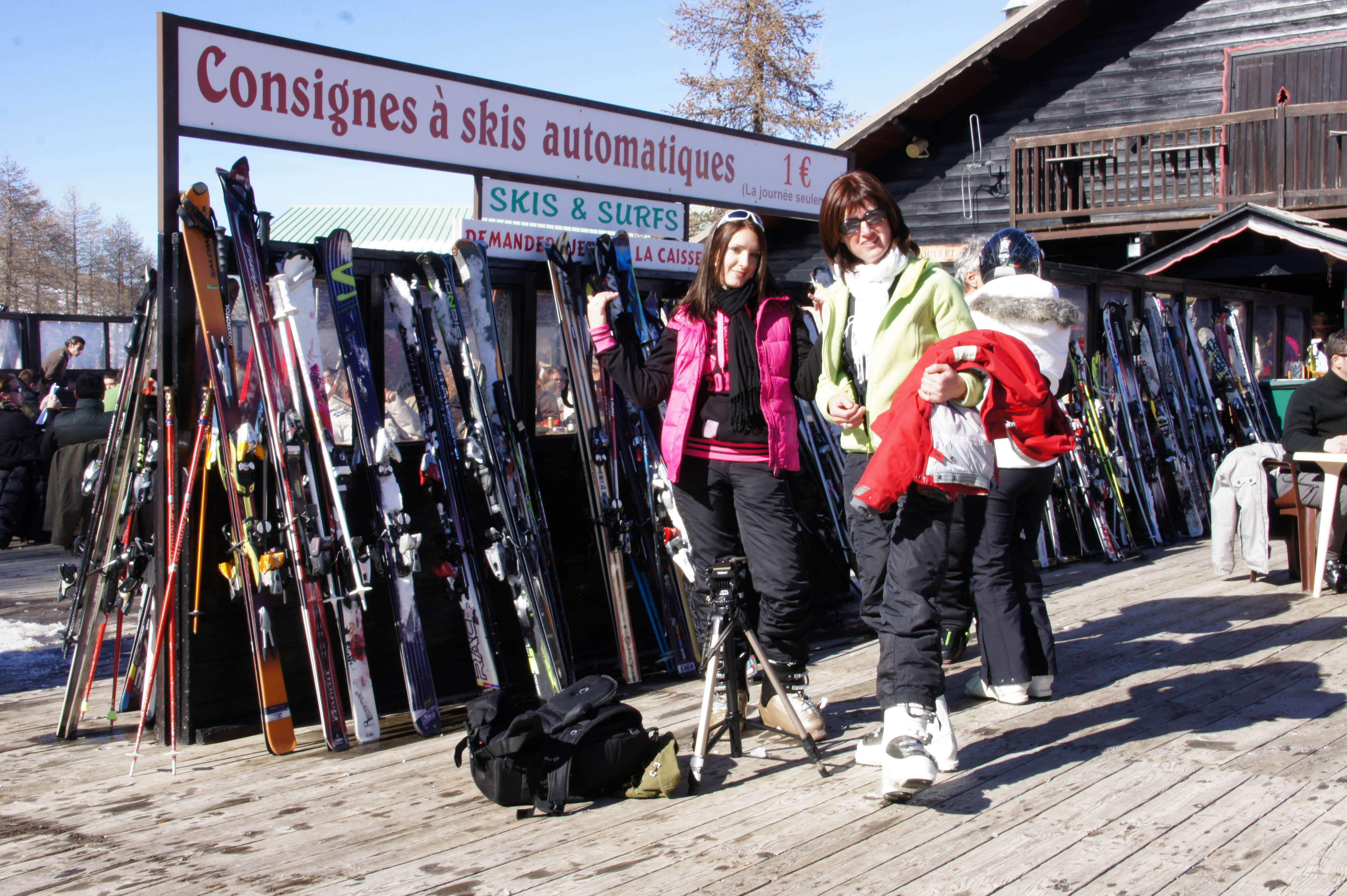
Cabine de skis à Pra-Loup

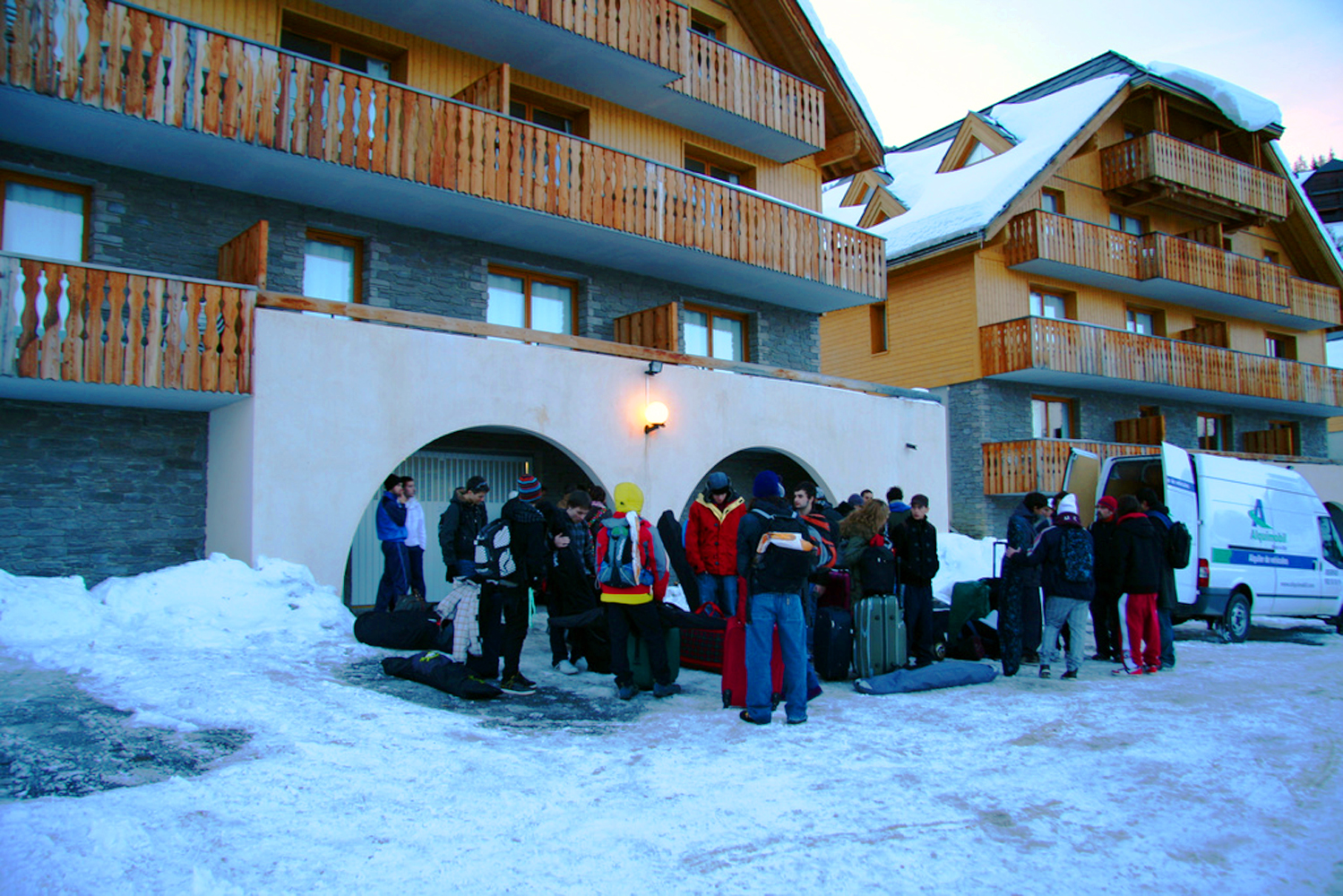
Chalets à Pra-Loup

Le site de Pra-Loup est connu depuis Ier siècle av. J.-C., avec la présence de bergers ligures venant de la Méditerranée, qui s'y fixèrent et donnèrent naissance aux peuplades locales. Le hameau prend forme au XIIe siècle, les moines chalaisiens, venus du Laverq, construisirent quatre bâtiments autrefois associés : l'église, l'école, le prieuré et le presbytère. Du XIVe siècle au XVIIe siècle, le hameau se développe, avec la construction de fermes et auberge, ainsi qu'avec le pastoralisme. Jusqu'en 1920, les hameaux étaient peu peuplés, souvent en complète autarcie avec son moulin et son four, notamment par manque d'eau potable. Les habitants ont trouvé un système ingénieux pour capter une maigre source, en construisant une canalisation en bois de cinq cents avec des troncs d'arbres creusés, « le bournéous », visible au musée de la vallée de Jausiers.
À la fin des années 1950, André Gandoulf eut l'idée de créer une station de ski pour développer l'attractivité de la vallée. Pour cela, il s'est entouré des meilleurs spécialistes du moment : Émile Allais, skieur alpin français et Honoré Bonnet, entraîneur de l'équipe de France de ski alpin. La station prend forme dans les années 1960. Au lieu des 3 000 lits que devait compter la station, Honoré Bonnet propose une capacité de 10 000 lits pour des raisons de rentabilité. Du sommet de Pegueiou, il trouve le terrain propice et repère également une possibilité par le vallon des Agneliers qui deviendra par la suite la liaison avec la Foux d'Allos, inaugurée en 1977. Cet espace skiable de très large envergure est l'un des plus grands des Alpes du Sud.
Depuis 1981, Pra-Loup a été classé station climatique (décret du 13 janvier 1981).

## Économie
Le fumeton, inspiré de la moutounesse, a été créé à Pra-loup, par un élu soucieux de la valorisation de la viande ovine. Charcuterie des Alpes provençales, il se présente sous la forme d'un bloc de viande de couleur rouge foncé et d'un poids d'environ 1,5 kg. Découpé en tranches fines, il se consomme tant en entrée qu'en accompagnement de mets montagnards, dont la raclette, et accompagne également gratins, salades ou pizzas. Le fumeton est fabriqué depuis quelques années à Barcelonnette.

## Coupe du monde de ski alpin
Le 6 janvier 1980, Pra-Loup organise une épreuve de coupe du monde de ski alpin avec l’épreuve de descente sous l’impulsion d'Honoré Bonnet, épreuve remportée par le skieur suisse Peter Müller.

## Cyclisme

### Critérium du Dauphiné
En préparation du Tour de France 2015, Pra-Loup accueille la cinquième étape du critérium du Dauphiné 2015. C'est Romain Bardet qui s'impose, après avoir attaqué dans la descente du col d'Allos et résisté au retour de Tejay van Garderen et Christopher Froome.

### Tour de France
La station a servi pour la première fois d'arrivée d'étape au Tour de France en 1975, lors de la 15e étape de Nice à Pra-Loup. Bernard Thévenet avait remporté l'étape et pris le maillot jaune à Eddy Merckx pour ne plus le quitter jusqu'à Paris. Eddy Merckx avait pourtant lâché les autres coureurs dans la descente du col d'Allos et s'était présenté au pied de l'ascension finale avec près d'une minute d'avance sur ses rivaux mais il avait essuyé une terrible défaillance dans la montée. Il fut dépassé d'abord par l'Italien Felice Gimondi puis par Bernard Thévenet qui dépassa à son tour le coureur italien pour gagner l'étape.
Pra-Loup est à nouveau ville d’étape du Tour de France en 1980, avec une victoire du Belge Joseph Deschoenmaecker, lors de la 16e étape, Trets-Pra-Loup.
En 2015, Pra-Loup accueille l'arrivée de la 17e étape, longue de 161 kilomètres entre Digne-les-Bains et la station, étape en hommage à la victoire de Bernard Thévenet quarante ans auparavant, l'Allemand Simon Geschke l'emportant en solitaire.